# Idaea subpilosa
Idaea subpilosa là một loài bướm đêm trong họ Geometridae.